# Grupo de Contato Trilateral sobre a Ucrânia
O Grupo de Contato Trilateral sobre a Ucrânia é um grupo de representantes da Ucrânia, da Federação Russa e da Organização para a Segurança e Cooperação na Europa, que foi formado como um meio para facilitar uma solução diplomática para a guerra na região de Donbass na Ucrânia.
O grupo foi criado após a eleição de maio de 2014 do presidente ucraniano Petro Poroshenko. Antes de sua eleição, uma agitação havia tomado conta das partes sul e leste da Ucrânia, na sequência do movimento Euromaidan e da revolução ucraniana de 2014. Depois de uma reunião informal dos chefes de Estado na comemoração do septuagésimo aniversário do Dia D na Normandia em 6 de junho de 2014, foi concebido que um grupo deveria ser criado para facilitar o diálogo entre o governo ucraniano e o governo russo.  As relações entre Rússia e Ucrânia estavam extremamente tensas após a anexação da Crimeia pela Federação Russa, e a Rússia também tinha sido acusada pela Ucrânia e pelos líderes ocidentais de estar fomentado os distúrbios na Ucrânia oriental e meridional.

## Primeira reunião de Kiev
A primeira sessão do grupo ocorreu em 8 de junho de 2014 e envolveu a participação do embaixador da Rússia para a Ucrânia Mikhail Zurabov, do embaixador da Ucrânia para a Alemanha Pavlo Klimkin e o representante especial do Secretário-Geral da OSCE Heidi Tagliavini.  Houve três sessões do grupo entre 8-9 de junho, durante a qual os participantes discutiram o plano de paz que foi proposto pelo presidente da Ucrânia Petro Poroshenko. 

## Reunião de Donetsk
Em 20 de junho de 2014, o presidente da Ucrânia anunciou seu plano de quinze pontos para a paz e unilateralmente ordenou uma semana de longo cessar-fogo.  O presidente russo Vladimir Putin insistiu que as negociações deveriam incluir os representantes dos separatistas da Ucrânia Oriental, que não deveriam perceber isto como um "ultimato", caso contrário, o cessar-fogo seria um fracasso.  Em 23 de junho, os militantes pró-russos prometeram honrar o cessar-fogo desde que participassem das negociações. Por solicitação do presidente, a Ucrânia foi representada por Leonid Kuchma,  uma vez que Pavlo Klimkin teve que estar presente em Luxemburgo. 
Para a primeira reunião das conversações de Donetsk em 23 de junho de 2014 chegaram Leonid Kuchma, Mikhail Zurabov, Viktor Medvedchuk (líder da "Escolha Ucraniana"), os líderes dos militantes pró-russos Oleg Tsariov e Aleksandr Borodai e os representantes da OSCE.  Após a reunião, o veículo com Kuchma e Nestor Shufrych foi atacado por uma multidão enfurecida do lado de fora do prédio administrativo. De acordo com a OSCE, Medvedchuk representou os militantes pró-Rússia nas negociações.  A participação de Medvedchuk como um mediador nas negociações também foi apoiada por Angela Merkel, pelo qual Poroshenko concordou. 
Durante o cessar-fogo, os militantes pró-russos libertaram os observadores da OSCE que eram mantidos reféns. 

## Segunda reunião de Kiev
Em 2 de julho de 2014, na reunião em Berlim, quatro ministros das Relações Exteriores da Alemanha, da França, da Rússia e da Ucrânia concordam em retomar as negociações de paz no máximo até 5 de julho de 2014. 
A terceira sessão do grupo ocorreu em 6 de julho de 2014.  Durante as negociações estavam presentes Kuchma, Zurabov, Tagliavini, Shufrych, e Medvedchuk. 

## Terceira reunião de Kiev
O grupo também foi convocado logo após a queda do Malaysian Airlines em 17 de julho de 2014, quando representantes dos separatistas asseguraram a cooperação com os representantes da OSCE no leste da Ucrânia. 

## Reunião de Minsk
A nova rodada de conversações de paz foi iniciada em 31 de julho de 2014, em Minsk.  Em 5 de setembro de 2014, o Protocolo de Minsk foi assinado.
De acordo com a entrevista de Aleksandr Borodai ao jornal russo "Novaya Gazeta", Kuchma propôs aos militantes pró-russos a se render, no que ambos, Medvedchuk e Shufrych, riram. 

## Desde Minsk II
Em uma cúpula em Minsk em 11 de fevereiro de 2015, os líderes da Ucrânia, Rússia, França e Alemanha concordaram com um conjunto de medidas para parar a guerra em Donbass; este pacote ficou conhecido como Minsk II.  Desde então, o grupo de contato, ocasionalmente, se reúne em Minsk. Os representantes separatistas da República Popular de Donetsk e da República Popular de Lugansk encaminham suas propostas ao Grupo de Contato Trilateral sobre a Ucrânia. 